# يوليا بيتروخا
يوليا بيتروخا (من مواليد 17 مارس 1989 في وارسو) هي ممثلة ومغنية وعارضة أزياء بولندية فازت بجائزة التمثيل الخاصة في مهرجان غدينيا السينمائي عن أدائها في فيلم "غدًا نذهب إلى السينما" عام 2007، لعبت دور هالينكا في فيلم تاتاراك من إخراج أندريه وجدة في عام 2009.
ظهرت في أدوار عادية في المسلسل التلفزيوني Love me، love! و بلوندينكا. في عام 2014، فازت بالحلقة الأولى من برنامج المواهب البولندي يبدو وجهك مألوفًا. في أبريل 2016، أصدرت ألبومها الأول بارسلي.

## روابط خارجية
- يوليا بيتروخا في قاعدة بيانات الأفلام على الإنترنت
- Julia Pietrucha at filmpolski.pl